# Josephine Touray
Josephine Maria Touray (Aarhus, 6 de octubre de 1979) es una exjugadora danesa de balonmano que actuaba como extremo derecho. Con la selección de Dinamarca se proclamó campeona olímpica en Atenas 2004 y campeona de Europa en 2002, además de sumar una plata continental en 2004.

## Trayectoria

### Clubes
Formada en el Bjerringbro KFUM, debutó en la élite con el Viborg HK (1997-1999), donde ganó la liga danesa y la Copa EHF en 1999. Posteriormente defendió los colores de Kolding IF (1999-2003) y de Ikast-Bording EH (2003-2005), con el que se alzó con la Recopa de Europa en 2004. Entre 2005 y 2008 militó en el FC København Håndbold, etapa que concluyó por falta de minutos. Tras un paso por SK Aarhus (2008-2010) anunció su retirada por problemas de rodilla, aunque volvió a las pistas con Frederiksberg IF (2010-2012) y se despidió definitivamente en 2013 con København Håndbold.

#### Trayectoria de clubes
- 1997 – 1999:  Viborg HK
- 1999 – 2003:  Kolding IF
- 2003 – 2005:  Ikast-Bording EH
- 2005 – 2008:  FC København Håndbold
- 2008 – 2010:  SK Aarhus
- 2010 – 2012:  Frederiksberg IF
- 2013 – 2013:  København Håndbold

### Selección
Debutó con la absoluta en 2001 y sumó más de un centenar de internacionalidades. Su mayor éxito llegó en los Juegos Olímpicos de Atenas 2004, donde Dinamarca derrotó a Corea del Sur en la final para conquistar su tercer oro consecutivo. Dos años antes había formado parte del equipo que, como anfitrión, ganó el Campeonato Europeo de Balonmano Femenino de 2002. En 2004 repitió podio con la plata continental en Hungría.

## Premios y títulos

### Con la selección
- 1 x Medalla de Oro en los Juegos Olímpicos (2004)
- 1 x Medalla de Oro en el Campeonato de Europa (2002)

### Con sus clubes
- 1 x Liga danesa (1999)
- 1 x Copa de la EHF (1999)
- 1 x Recopa de Europa de balonmano femenino (2004)

## Vida personal
De ascendencia gambiana, compaginó el balonmano con estudios de Derecho y, tras su retirada, se ha dedicado a proyectos sociales vinculados al deporte, entre ellos la ONG «Football for a New Tomorrow» y la fundación danesa «Hej-Fonden» contra el acoso escolar.